# Domus de Maria
Domus de Maria ist eine italienische Gemeinde (comune) mit 1642 Einwohnern (Stand 31. Dezember 2023) in der Metropolitanstadt Cagliari auf Sardinien. Die Gemeinde liegt etwa 53 Kilometer von Cagliari im Parco Geominerario Storico ed Ambientale della Sardegna und grenzt im Westen an die Gemeinde Teulada, im Osten an die zur Metropolitanstadt Cagliari gehörenden Gemeinde Pula. Mit dem Ortsteil Chia (auch: Baia di Chia) liegt die Gemeinde am Mittelmeer.

## Sehenswürdigkeiten

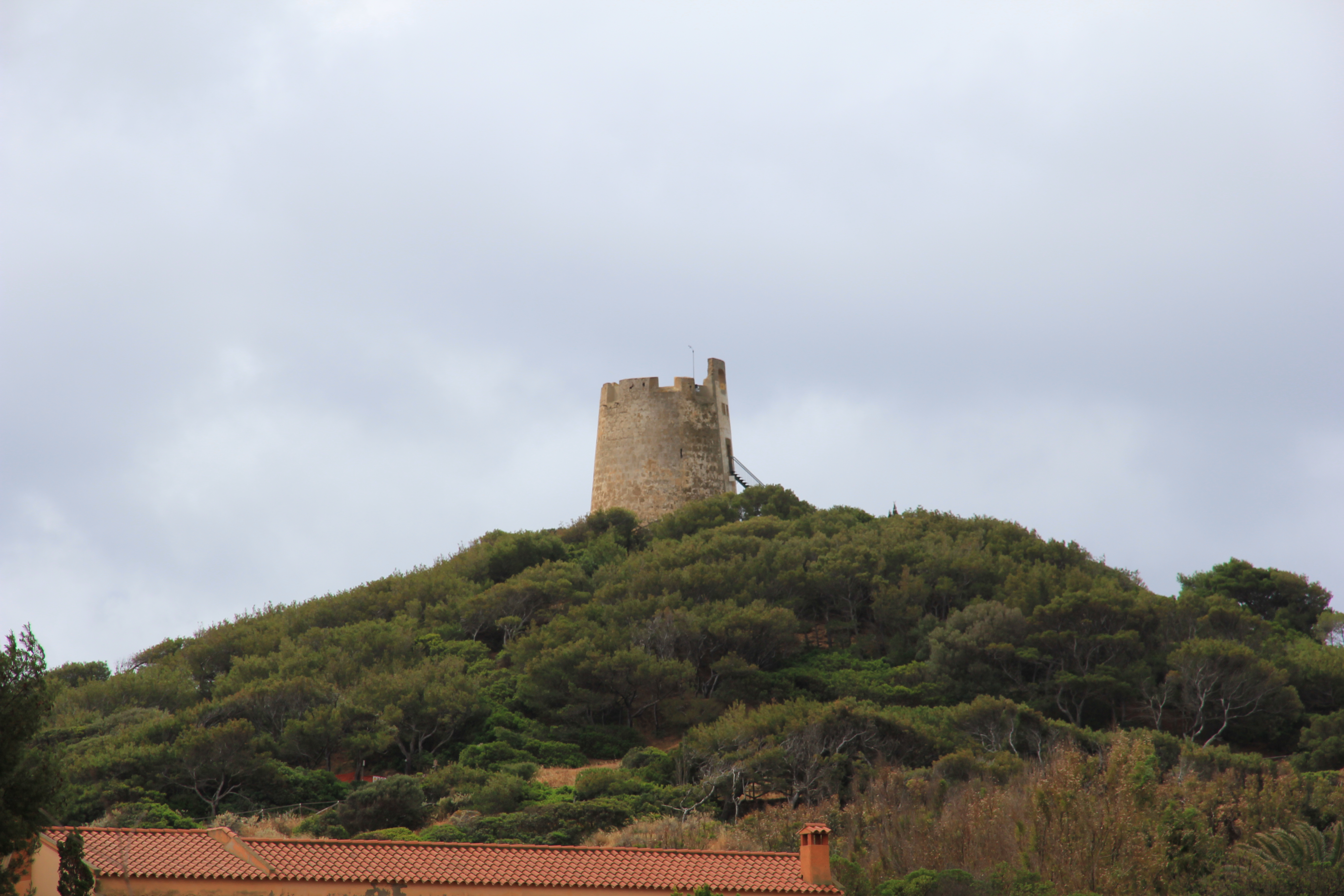
Torre di Chia

Innerhalb des Ortsteils Chias befindet sich der Nuraghenkomplex Su Nuraxi de Baccu Idda. An der Küste steht der Torre di Chia.

## Verkehr
Durch die Gemeinde führt die Strada Statale 195 Sulcitana von Cagliari nach San Giovanni Suergiu.